# Gozdnica
Gozdnica (Duits: Freiwaldau) is een stad in het Poolse woiwodschap Lubusz, gelegen in de powiat Żagański. De oppervlakte bedraagt 23,97 km², het inwonertal 3501 (2005).

## Verkeer en vervoer
- Station Gozdnica